# Martin Karplus
Martin Karplus, född 15 mars 1930 i Wien, Österrike, död 28 december 2024 i Cambridge, Massachusetts, var en österrikisk-amerikansk teoretisk kemist. 
Karplus blev fil.dr 1953 vid California Institute of Technology i USA. Han var professor emeritus vid Harvard university samt ordförande för "Biophysical Chemistry Laboratory", ett samarbete mellan Frankrikes nationella centrum för vetenskaplig forskning och Strasbourgs universitet. Tillsammans med Michael Levitt och Arieh Warshel tilldelades han 2013 års nobelpris i kemi "för utvecklandet av flerskalemodeller för komplexa kemiska system".